# The Computer Wore Tennis Shoes
The Computer Wore Tennis Shoes (titlu original: The Computer Wore Tennis Shoes) este un film SF american din 1969 regizat de Robert Butler. În rolurile principale joacă actorii Kurt Russell, Cesar Romero, Joe Flynn și William Schallert.

## Distribuție
- Kurt Russell - Dexter
- Cesar Romero - A.J. Arno
- Joe Flynn - Dean Higgins
- William Schallert - Professor Quigley
- Alan Hewitt - Dean Collingsgood
- Richard Bakalyan - Chillie Walsh
- Debbie Paine - Annie Hannah
- Frank Webb - Pete
- Michael McGreevey - Schuyler
- Jon Provost - Bradley
- Frank Welker - Henry
- W. Alex Clarke - Myles
- Bing Russell - Angelo
- Pat Harrington - Moderator
- Fabian Dean - Little Mac
- Fritz Feld - Sigmund van Dyke
- Pete Ronoudet - Lt. Charles "Charlie" Hannah
- Hillyard Anderson - J. Reedy
- David Canary* - Walski
- Robert Foul* - Police desk sergeant
- Ed Begley, Jr.* - a Springfield State panelist

* Nemenționat.

## Moștenire

### Continuări
- Now You See Him, Now You Don't (1972)
- The Strongest Man in the World (1975)

### Film TV
Acest film a fost refăcut ca film de televiziune în 1995: The Computer Wore Tennis Shoes cu Kirk Cameron ca "Dexter Riley".
Alte filme Disney Channel cu elemente similare de scenariu: seria de filme Not Quite Human din anii 1980-19990.  